# DVD+RW DL
Il DVD+RW DL è un tipo di disco ottico riscrivibile a due strati (Dual Layer) della capacità di 8,5 GB. Si tratta di un formato approvato dalla DVD+RW Alliance nel marzo del 2006.
Il disco è, in effetti, composto da due strati sovrapposti ognuno dei quali con una capacità di memorizzazione di 4,7 GB. Per scrivere su tali supporti è necessario un masterizzatore adatto allo scopo, in grado di regolare l'intensità del laser e indirizzare la lettura/scrittura a uno strato o a un altro. Per la lettura, invece, va bene qualsiasi lettore.